# Kayanupassana
kāyānupassanā (Pali) ist eine der vier Grundlagen der Achtsamkeit (Satipatthana) im Buddhismus. Es bezeichnet die Achtsamkeit auf den Körper. Die prominenteste Betrachtung ist die Atembetrachtung (Pali: ānapānasati), welche in den meisten Fällen während der Meditation geübt wird.

## Einordnung
Die Achtsamkeit auf den Körper ist eine der vier Grundlagen. Die weiteren Drei sind: Achtsamkeit auf die Empfindungen, Achtsamkeit auf den Geist und Achtsamkeit auf die Geistesobjekte.

## Untergruppen
Unterteilt wird kāyānupassanā weiter in die sechs zu betrachtenden Untergruppen:
- Betrachten des Atems (ānapānasati)
- Betrachten der Entstehung und des Vergehens des Körpers.
- Betrachtung der Körperbestandteile, die sich wiederum in die folgenden 31 Bestandteile aufspalten:
  - Haupthaare, Körperhaare, Nägel, Zähne, Haut, Fleisch, Sehnen, Knochen, Knochen-Mark, Nieren, Herz, Leber, Rippenfell, Milz, Lunge, Eingeweide, Weichteile, Magen, Kot, Galle, Schleim, Eiter, Blut, Schweiß, Lymphe, Tränen, Serum, Speichel, Rotz, Gelenköl, Harn
- Betrachtung der Elemente
  - Erdelement (Leichtigkeit, Schwere, Härte, Weichheit) (Pali: pathavī-dhātu)
  - Wasserelement (Fließen, Zusammenhalt (Kohäsion), Nässe und Bindung) (Pali: āpo-dhātu)
  - Feuerelement (Hitze, Kälte und Wärme) (Pali: tejo-dhātu)
  - Windelement (Bewegung, Vibration, Schaukeln, Steifheit und Widerhalt) (Pali: vāyo-dhātu)
- Betrachtung des Körperverfalls